# El Capitan (スーパーコンピュータ)
El Capitan（エル・キャピタン）は、2019年8月に開発が発表され、2024年に完成し、2024年11月のTOP500で2.79 エクサFLOPSを達成し世界最高速となったスーパーコンピュータである。アメリカ合衆国で3番目のエクサスケールコンピュータ。アメリカ合衆国エネルギー省（DOE）がスポンサーとなって、HPE/CrayとAMDが開発し、アメリカ合衆国 国家核安全保障局(NNSA) ローレンス・リバモア国立研究所(LLNL)に設置されている。

## 歴史
2019年8月に6億ドルのEl Capitan調達が発表された。その後、2020年に設置予定場所からSequoiaが撤去され、同年4月にAMDのCPUとGPUを採用することが発表された。ローレンス・リバモア研究所は2023年7月5日、「El Capitanを組み立てるコンポーネントの搬入と設置を開始した」と発表した。

## アーキテクチャ
Frontierのカスタムプロセッサー設計を改良した、1.8GHz 24コアを備えた第4世代AMD EPYCとAMD Instinct MI300A、CPUとGPUの“コア数”合計は1,103万9,616基を搭載している。インターコネクトには、Cray Slingshot 11ネットワークを利用している。